# Paranesti
Paranesti (græsk: Παρανέστι) er en by og en kommune i Rhodopebjergene i Østmakedonien og Thrakien i den nordøstlige del af den regionale enhed Drama i Grækenland. Den består af to kommunale enheder: Paranesti og Nikoforos. De største landsbyer i den kommunale enhed Paranesti er Paranésti (kommunens hovedsæde, indb. 625), Mesochório (105), Káto Thólos (123), Χágnanto (43) og Prasináda (32).
I byen Paranesti ligger et naturhistorisk museum.

## Kommunen
Kommunen Paranesti blev dannet ved kommunalreformen i 2011 ved sammenlægning af følgende 2 tidligere kommuner, der blev til kommunale enheder (konstituerende fællesskaber): 
- Nikiforos (Adriani, Ano Pyxari, Nikiforos, Platania, Platanovrysi, Ptelea, Ypsili Rachi)
- Paranesti (Paranesti, Sili, Tholos)

Kommunen har et areal på 1029,4 km2, hvoraf den kommunale enhed Paranesti udgør 788,4 km2.